# 斯蒂芬·巴彻勒
斯蒂芬·巴彻勒（英語：Stephen Batchelor，1961年6月22日—），英国男子曲棍球运动员。他曾代表英国国家队参加1984年、1988年和1992年夏季奥林匹克运动会曲棍球比赛，获得一枚金牌和一枚铜牌。